# Équipe du Pakistan de hockey sur gazon
Maillots
L'équipe du Pakistan de hockey sur gazon est l'équipe nationale qui représente le Pakistan  lors des compétitions internationales masculines de hockey sur gazon, sous l'égide de la Fédération pakistanaise de hockey. Elle consiste en une sélection des meilleurs joueurs pakistanais.

## Palmarès
| Jeux olympiques - 1956 : 2e - 1960 : 1er - 1964 : 2e - 1968 : 1er - 1972 : 2e - 1976 : 3e - 1984 : 1er - 1992 : 3e - 2008 : 8e - 2012 : 7e |  | Coupe du monde - 1971 : 1er - 1975 : 2e - 1978 : 1er - 1982 : 1er - 1990 : 2e - 1994 : 1er |  | Champions Trophy - 1978 : 1er - 1980 : 1er - 1983 : 2e - 1984 : 2e - 1988 : 2e - 1991 : 2e - 1992 : 3e - 1994 : 1er - 1995 : 3e - 1996 : 2e - 1998 : 2e - 2002 : 3e - 2003 : 3e - 2004 : 3e - 2012 : 3e - 2014 : 2e |

## Résultats

### Palmarès
Le tableau suivant liste le palmarès de l'équipe du Pakistan de hockey sur gazon dans les différentes compétitions internationales officielles.
| Jeux olympiques | Compétitions mondiales                                                                                   | Compétitions continentales | Anciennes compétitions |
| --- | --- | --- | --- |
| - Jeux olympiques (16 participations) : - Vainqueur : 1960, 1968 et 1984 - Finaliste : 1956, 1964 et 1972 - Troisième : 1976 et 1992 | - Coupe du monde (13 participations) : - Vainqueur : 1971, 1978, 1982 et 1994 - Finaliste : 1975 et 1990 | - Jeux asiatiques (16 participations) : - Vainqueur : 1958, 1962, 1970, 1974, 1978, 1982, 1990 et 2010 - Finaliste : 1966, 1986 et 2014 - Troisième : 1994, 1998 et 2006 - Sultan Azlan Shah Cup (21 participations) : - Vainqueur : 1998, 2000 et 2003 - Finaliste : 1983, 1987, 1991, 1994, 2004, 2011 et 2014 - Troisième : 1985 et 2005 | - Champions Trophy (31 participations) : - Vainqueur : 1978, 1980 et 1994 - Finaliste : 1983, 1984, 1988, 1991, 1996, 1998 et 2014 - Troisième : 1986, 1995, 2002, 2003, 2004 et 2012 - Champions Challenge (1 participation) : - Finaliste : 2009 |

### Parcours aux Jeux olympiques d'été
| Année          | Position         |      | Année             | Position |                   | Année | Position     |  | Année | Position |
| De 1908 à 1936 | Non inscrit      | 1968 | Vainqueur         | 1992     | Troisième         | 2016  | Non qualifié |  |       |          |
| 1948           | Demi-finale (4e) | 1972 | Finaliste         | 1996     | Premier tour (6e) | 2020  | Non qualifié |  |       |          |
| 1952           | Demi-finale (4e) | 1976 | Troisième         | 2000     | Demi-finale (4e)  |       |              |  |       |          |
| 1956           | Finaliste        | 1980 | Boycott           | 2004     | Premier tour (5e) |       |              |  |       |          |
| 1960           | Vainqueur        | 1984 | Vainqueur         | 2008     | Premier tour (8e) |       |              |  |       |          |
| 1964           | Finaliste        | 1988 | Premier tour (5e) | 2012     | Premier tour (7e) |       |              |  |       |          |

### Parcours en Coupe du monde
| Année | Position           |      | Année              | Position |                    | Année | Position |
| 1971  | Vainqueur          | 1990 | Finaliste          | 2014     | Non qualifié       |       |          |
| 1973  | Demi-finale (4e)   | 1994 | Vainqueur          | 2018     | Premier tour (12e) |       |          |
| 1975  | Finaliste          | 1998 | Premier tour (5e)  | 2023     | Non qualifié       |       |          |
| 1978  | Vainqueur          | 2002 | Premier tour (5e)  | 2026     | À venir            |       |          |
| 1982  | Vainqueur          | 2006 | Premier tour (6e)  |          |                    |       |          |
| 1986  | Premier tour (11e) | 2010 | Premier tour (12e) |          |                    |       |          |